# Alléskruvmossa
Alléskruvmossa (Syntrichia virescens) är en bladmossart som beskrevs av Ryszard Ochyra 1992. Alléskruvmossa ingår i släktet skruvmossor, och familjen Pottiaceae. Arten är reproducerande i Sverige. Inga underarter finns listade i Catalogue of Life.